# Audi A2
Audi A2 är en personbil som tillverkades av Audi mellan 1999 och 2005. Den utvecklades utifrån konceptbilen Audi Al2 och utmärkte sig genom att ungefär en tredjedel av bilen var tillverkad i aluminium.

## Utveckling
A2 togs först fram som en konceptbil under namnet "Al2" och premiärvisades på Frankfurtsalongen (IAA) 1997. Al syftade på den höga användningen av metallen aluminium (med atombeteckning Al) i bilens kaross. Ansvariga för projektet var Stefan Sielaff och Luc Donckerwolke som 1996 fått ett första uppdrag att ta fram konceptbilarna light green och light blue.

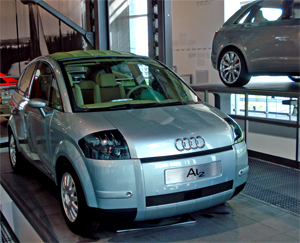
Prototypen Audi Al2.

Audi valde att serietillverka bilen under namnet Audi A2 i Neckarsulm 1999. Man gjorde också vissa förändringar i designen med bland annat en ny front. Valet av aluminium gav bilen en vikt på endast 850 kilogram och en extremt låg bränsleförbrukning. Bilen har en sluttande front och bakre del, formad som en droppe, och mycket goda innerutrymmen då bilen är byggd på höjden. 
Omkring 175 000 Audi A2 tillverkades varav 6555 var 3L-versioner med 1,2 TDI-motorn. 
ADAC utsåg Audi A2 som bäst i sin klass vad gäller tillförlitlighet 2003, 2004, 2005 och 2006. 2004 placerade TÜV A2:an högst upp på listan över bilar med minst antal problem.

## Teknik
Modellen baserades på samma plattform som Volkswagen Polo, Škoda Fabia och Seat Ibiza/Cordoba. Dessa var dock inte gjorda i aluminium. Däremot känns de mekaniska delarna igen.
Bilen finns med fem motorer: en fyrcylindrig bensinmotor på 1,4 liter och 75 hk och en på 1,6 liter och 110 hk, den sistnämnda med direktinsprutning. 1,6-litersmotorn ger bilen prestanda med en acceleration från 0–100 kilometer i timmen på under 10 sekunder och en toppfart på över 200 km/tim. De tre andra motorerna är trecylindriga dieselmotorer: en på 1,4 liter och 75 hk, en på 1,4 liter och 90 hk och en på 1,2 liter och 61 hk, den så kallade 3L-modellen. Med denna motor har bilen kommit ner i en förbrukning av 2,698 liter diesel per 10 mil och är således världens bränslesnålaste serietillverkade personbil.[källa behövs] Vid stillastående, och om bromspedalen hålls nere, stannar motorn automatiskt och startar igen när man släpper upp bromspedalen.
Växellådan på 1,2 TDI är en i grunden manuell växellåda som växlas och frikopplas automatiskt av ett antal hydrauliska motorer vilket ytterligare bidrar till att spara bränsle. Då man släpper gasen frikopplar kopplingen växellådan och bilen rullar på frihjul vilket är en stor fördel i nedförsbackar och när man närmar sig vägkorsningar och trafiksignaler. Det är inga problem att köra denna bil med en verklig dieselförbrukning på 0,31–0,34 liter per mil vid blandad körning.
Audi A2 var den första serietillverkade bilen utan en traditionell motorhuv. Huven går att öppna men måste då lyftas av – det saknas gångjärn och istället skruvar man av två reglage. Det är tänkt att verkstaden ska öppna huven vid behov och istället finns en lucka för påfyllning och kontroll av de vanligaste vätskorna i fronten. Med ett koldioxidutsläpp på endast 81 gram per kilometer räknas den som miljöbil. Den är dessutom byggd så långt som möjligt med återvunna eller återvinningsbara material.

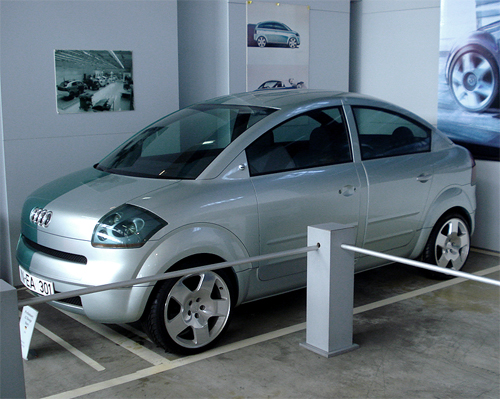
Tidig prototyp
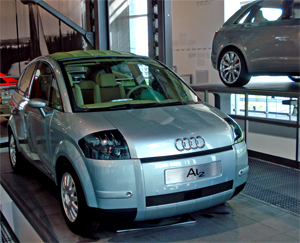
Prototypen Audi Al2.
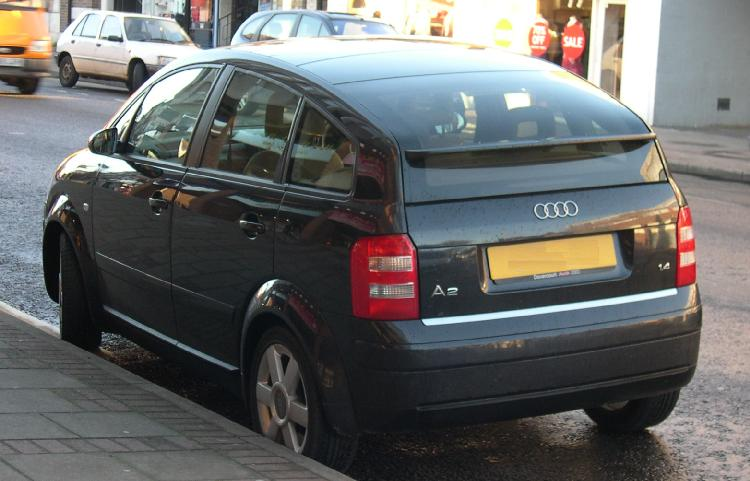
En Audi A2 sedd snett bakifrån.
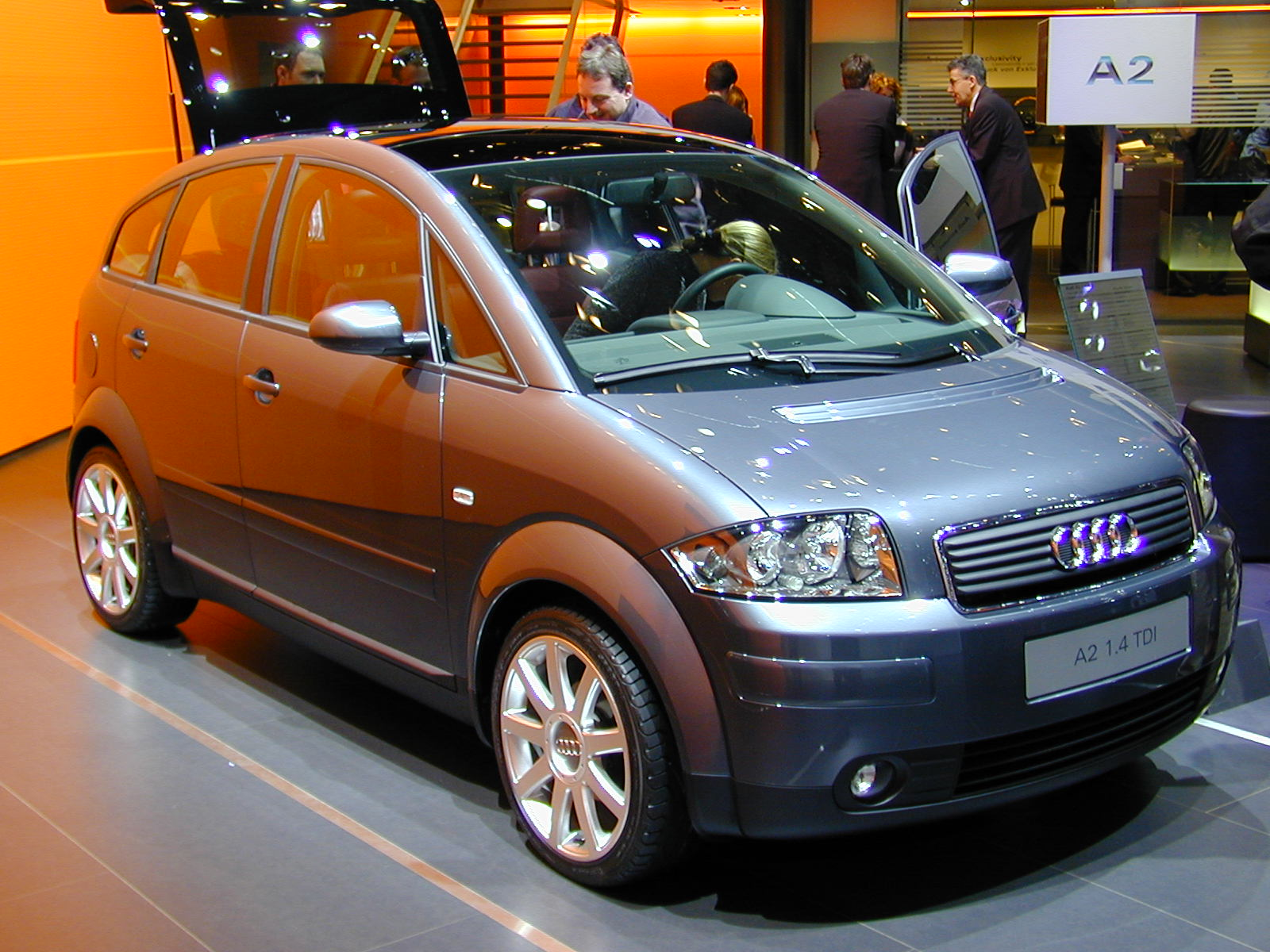
En Audi A2 sedd snett framifrån.

## Motoralternativ
| Modell     | Årsmodell | Motor                   | Cylindervolym | Effekt | Vridmoment | Bränslesystem      |
| ---------- | --------- | ----------------------- | ------------- | ------ | ---------- | ------------------ |
| 1.4        | 2000-2005 | 4-cyl radmotor DOHC 16V | 1390 cm³      | 75 hk  | 126 Nm     | Bränsleinsprutning |
| 1.6 FSI    | 2002-2005 | 4-cyl radmotor DOHC 16V | 1598 cm³      | 110 hk | 155 Nm     | Direktinsprutning  |
| 1.2 TDI 3L | 2001-2005 | 3-cyl radmotor SOHC 6V  | 1191 cm³      | 61 hk  | 140 Nm     | Turbodiesel        |
| 1.4 TDI    | 2000-2005 | 3-cyl radmotor SOHC 6V  | 1422 cm³      | 75 hk  | 195 Nm     | Turbodiesel        |
| 1.4 TDI    | 2003-2005 | 3-cyl radmotor SOHC 6V  | 1422 cm³      | 90 hk  | 230 Nm     | Turbodiesel        |